# الدين في كازاخستان
الدين في كازاخستان (إحضائية عام 2021)
وفقًا لاستطلاعات متنوعة، يَعتبر أغلب مواطني كازاخستان، وخاصة عرق الكازاخ، أنفسَهم من المسلمين السُّنة. في عام 2020، شكّلَ المسيحيون نسبة 20℅ من تعداد السكان.
وفقًا لتقديرات مركز بيو للأبحاث، اعتنق 71℅ من السكان دين الإسلام. قُدّر أيضًا أن 17℅ يعتنقون المسيحية، و10℅ ليس لديهم انتماء ديني، و0.9℅ يعتنقون أديانًا أخرى، كالبوذية والدين الشعبي بشكل رئيسي.
هناك بالمجمل 3,000 مسجدٍ، جميعها تابعة لـ«الرابطة الروحية لمسلمي كازاخستان» التي يرأسها المفتي الأكبر. إن عيد الأضحى مُعترف به كعطلة وطنية.
في عام 2020، شكّل المسيحيون الأرثوذكس نسبة 20℅ من تعداد السكان، وهم بصورة تقليدية من العرق الروسي والأوكراني والبيلاروسي.
في عام 2011، تضمنت الجماعات المسيحية في البلاد الكاثوليك والبروتستانت (المعمدانية، والمشيخية، واللوثرية، والخمسينية، والميثودية، والمينوناتية، والسبتية)، بما فيها الطوائف المسيحية الاستعاديّة مثل شهود يهوه وكنيسة يسوع المسيح لقديسي الأيام الأخيرة. كان هناك في عام 2011 بالمجمل 175 كنيسة أرثوذكسية مسجلة، و53 كنيسة كاثوليكية، و343 من الكنائس وبيوت العبادة البروتستانتية؛ شملت الجماعات الدينية المسجلة الأخرى اليهودية، والدين البهائي، والهندوسية، والبوذية، والكنيسة العلموية، والعلم المسيحي، والكنيسة التوحيدية. إن الجماعة الأحمدية غير مسجلة رغم المحاولات العديدة منذ عام 2011.
إن عيد الميلاد، المُشار إليه في الطريقة الأرثوذكسية الروسية وفقًا للتقويم اليولياني، مُعترف به كعطلة وطنية في كازاخستان.
تَعتبر الحكومة العديدَ من الأديان أنها «شعبية»، وتشمل الإسلام السني الحنفي، والكنيسة الأرثوذكسية الروسية، والكاثوليكية اليونانية والرومانية، واللوثرية، واليهودية؛ قد تكون بعض أجزاء البلاد متحفّظةً على أفراد ينتمون إلى جماعات دينية أقلية «غير شعبية».
في عام 2022، صرّح الرئيس توقاييف بأن كازاخستان «بلد علماني ومتسامح» لكنّه أوضح أن السلطات لن «تغضّ الطرف عن مختلف الحركات الراديكالية والانفصالية الدينية».

## التاريخ الديني
استضافت البلاد تاريخيًا طيفًا واسعًا من الجماعات العرقية ذات الأديان المتنوعة. أدى تأسيس جمهوريةٍ مستقلة بعد تفكك الاتحاد السوفيتي إلى حدوث الكثير من التغييرات في حياة الناس. لقد خضع تديُّن السكان، بصفته جزءًا أساسيًا من أي هوية ثقافية، لتحولات فعالة أيضًا.
تتعرض الكنائس المعمدانية للمداهمات في أغلب الأحيان، ويعود ذلك إلى تجمع أعضاء الكنيسة دون تسجيل أنفسهم، وهو شرط ضروري في البلاد. إن أي أحد غير مسجل يعرِّض نفسه لخطر المداهمة من قبل الشرطة. على أي حال، لا تقتصر المعاملة بقسوة على أولئك الذين يخترقون القانون.
في الثاني من مايو عام 2017، حكمت إحدى المحاكم في العاصمة آستانا على زوج وأبٍ لثلاثة أولاد بالسجن لمدة خمس سنوات بسبب ممارسته عملًا مُسالمًا لتعليم الإنجيل. يُعد تيمور أحمدوف أحد أفراد شهود يهوه. اعتبرت المحكمة جهودَه التعليمية والتبشيرية «تحريضًا على الفتنة الدينية» وأنها «تدعو إلى الاستعلاء [الديني]». بالإضافة إلى ذلك، فرض القاضي على السيد أحمدوف حظرًا مدته ثلاث سنوات على مشاركته في نشاطات تعليم الإنجيل. لم تؤخذ مشاكل السيد أحمدوف الصحية بعين الاعتبار، فقد كان بحاجة إلى علاج ورم نازف لديه وحُرم من الرعاية الطبية اللازمة.
بعد عقود من القمع الثقافي، شعر الناس برغبة كبيرة في التعبير عن هويتهم العرقية – عن طريق الدين جزئيًا. تُظهر البحوث الكمية أنه خلال السنوات الأولى بعد وضع القوانين الجديدة، التي تجاوزت جميع القيود المفروضة على المعتقدات الدينية وأعلنت الحرية التامة للطوائف، شهدت البلاد ارتفاعًا هائلًا في النشاطات الدينية لمواطنيها. بُنيت المئات من المساجد، والمعابد اليهودية، والكنائس، وغيرها من المباني الدينية في غضون سنوات. استفادت جميع الأديان المذكورة من زيادة عدد الأفراد والمنشآت. شقّت طوائف عديدة كانت غائبة قبل الاستقلال طريقَها إلى البلاد، وانجذب إليها مئات الأشخاص. دعمت الحكومة هذا النشاط، وفعلت ما بوسعها لتوفير المساواة بين جميع المنظمات الدينية وأتباعها. على أي حال، حدث تراجع طفيف في التديُّن في أواخر تسعينيات القرن العشرين. أثار مشروع قانون الدين الذي دُرس في يونيو عام 2008 قلقًا دوليًا حول وجود نيةٍ لملاقاة المعايير العامة للحرية الدينية وحقوق الإنسان.

## الديانات

### الإسلام
الإسلام هو أكثر الديانات الممارسة شيوعًا في كازاخستان؛ أُدخل إلى المنطقة خلال القرن التاسع من منطقة الخليج. يُعد الكازاخ العرقيون تقليديًا مسلمين يتبعون المذهب الحنفي بصورة رئيسية.
يشكل الكازاخ بما فيهم الجماعات العرقية الأخرى من خلفية مسلمة أكثر من 90 بالمئة من كل المسلمين. تملك المنطقة الجنوبية من البلاد أكبر تجمع للمسلمين الممارسين الذين حددوا هوياتهم.

### المسيحية
تُعد المسيحية في كازاخستان ثاني أكثر ديانة ممارسة بعد الإسلام. يعود أصل أغلب المواطنين المسيحيين إلى روسيا، وبدرجة أقل إلى أوكرانيا وبيلاروسيا، وهم ينتمون إلى الكنيسة الأرثوذكسية الروسية.
أظهر إحصاء عام 2021 أن كازاخستان مسيحية بنسبة 17.19℅. اقترحت إحصاءات أخرى أن 24℅ من السكان هم من الأرثوذكس، وأقل من 1℅ إما من البروتستانت أو الكاثوليك، وأن 1℅ ينتمون إلى مذاهب مسيحية أخرى.
في عام 2009، شملت الجماعات المسيحية اللوثرية، والمشيخية، والميثودية، والسبتية، والخمسينية، والمعمدانية (اتحاد المعمدانيين المسيحيين الإنجيليين في كازاخستان)، والمينوناتية، والمورمون.
شهود يهوه موجودون أيضًا في البلاد رغم أنهم واجهوا العديد من القيود التي فرضتها الحكومة في الماضي.
صرح الكاتب الكاثوليكي روس دوثات في عام 2008 بأن «كازاخستان هي النواة الغريبة للكاثوليكية التقليدية».

### الدين البهائي
بدأ الدين البهائي في كازاخستان خلال سياسة القمع الديني في الاتحاد السوفيتي السابق. قبل ذلك الوقت، كان لكازاخستان بصفتها جزءًا من الإمبراطورية الروسية اتصالٌ غير مباشر مع الدين البهائي يعود إلى عام 1847. بعد دخول روّاد (مبشّري) البهائية، نمت الجماعة لتصبح أكبر جماعة دينية بعد الإسلام والمسيحية، رغم أنها لم تشكل سوى بضعة أجزاء من المئة من الأمة. بحلول عام 1994، انتُخبت الجمعية الروحية الوطنية لكازخستان وبدأت الجماعة بمضاعفة الجهود عبر مصالح مختلفة. قدّرت رابطة محفوظات البيانات الدينية (بالاستناد إلى الموسوعة المسيحية العالمية) وجود نحو 7,000 بهائي في عام 2010.

### اليهودية
يملك اليهود الكازاخ تاريخًا طويلًا. هناك تقريبًا 2,500-3,300 يهودي في كازاخستان، وهم يشكلون أقل من 1℅ من تعداد السكان. إن أغلب اليهود الكازاخ هم من الأشكناز ويتحدثون باللغة الروسية.

### البوذية
البوذية موجودة في كازاخستان منذ القرن السابع عشر، ويتضح ذلك من خلال الباغودات والمعابد القديمة التي اكتشفها العلماء أثناء أعمال الحفريات. في الوقت الحاضر، ليس هناك سوى منظمتين بوذيتين مسجلتين رسميًا في كازاخستان، إحداهما تنتمي إلى بوذية وون وتنتمي الأخرى إلى البوذية التبتية.
وفقًا لإحصاء عام 2009، كان هناك 14,663 بوذيًا في كازاخستان. ووفقًا لنتائج إحصاء السكان العام في كازاخستان لعام 2021، هناك تقريبًا 15,458 بوذيًا في البلاد.

### الهندوسية
تتكون الهندوسية في كازاخستان بصورة رئيسية من طائفة الجمعية الدولية لوعي كريشنا وهندوس الشتات من الهند. كان هناك نحو 801 هندوسي في كازاخستان في عام 2010 وفقًا لرابطة محفوظات البيانات الدينية.

### الوثنية
- الوثنية الجديدة السلافية

### التنغرية
التنغرية هي إحدى ديانات آسيا الوسطى وتتميز بالشامانية، والأرواحية، والطوطمية، وتعدد الآلهة والتوحيدية، وعبادة الأسلاف. وقد كانت الديانة السائدة لدى الترك، والمغول، والمجريين، والشيونغنو، والهون، وديانة الدول التركية القديمة الخمسة: خاقانية غوك تورك، وخاقانية الترك الغربية، وبلغاريا العظمى، والإمبراطورية البلغارية، وتركيا الشرقية (الخزرية). في كتاب إرك بيتيغ، ذُكر الإله تنغري على أنه تورك تنغريزي (إله الترك).